# エッチング (微細加工)

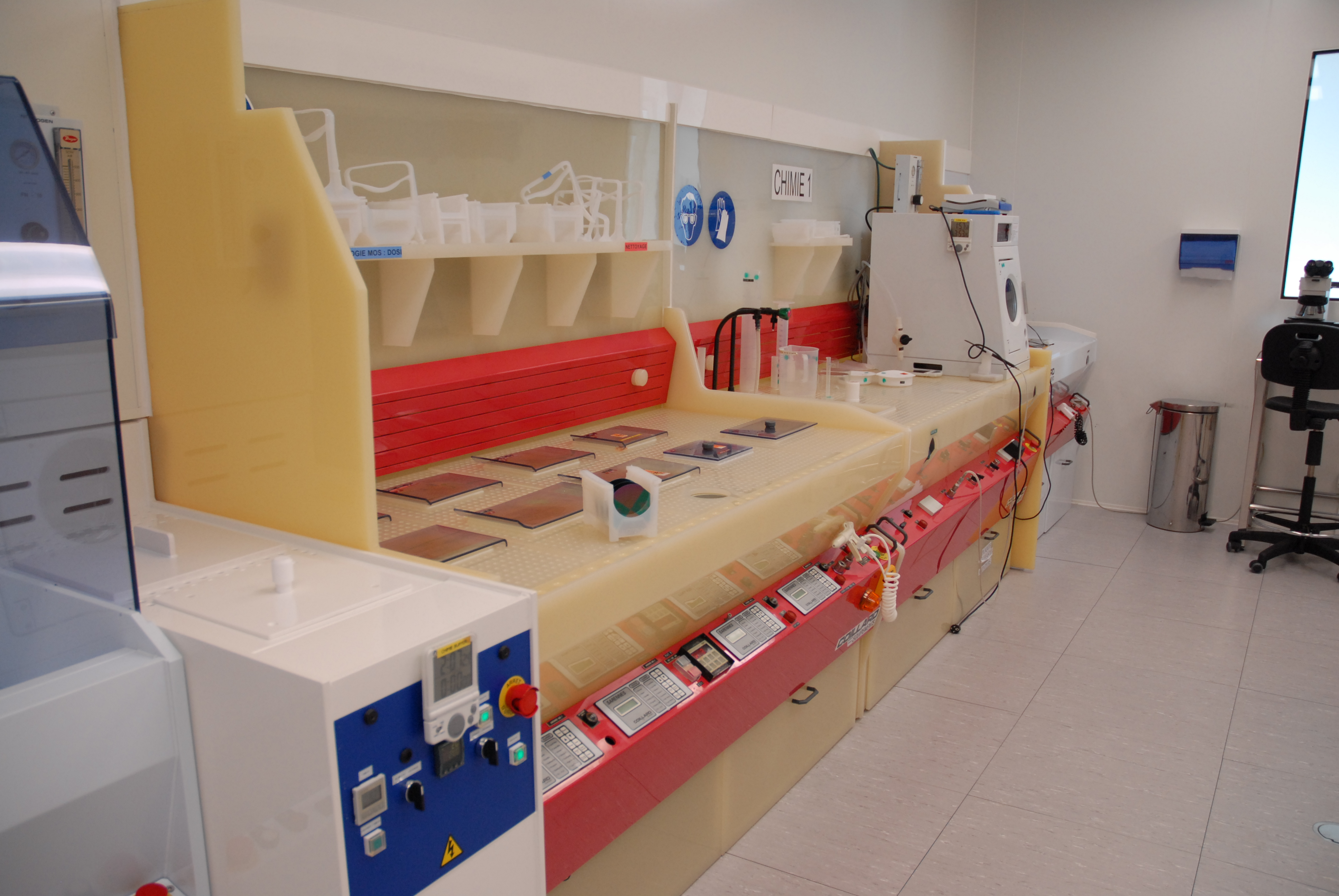
フランス、トゥールーズのLAAS技術施設において、4インチのウェハーバッチにピラニア、フッ化水素酸、RCA洗浄を行うために使われたエッチングタンク

微細加工におけるエッチング（英語: etching）は、製造過程でウェハーの表面から層を化学的に取り除くために使われる。エッチングは非常に重要なプロセスモジュールであり、あらゆるウェハーは完成するまでに多くのエッチングのステップを経る。
多くのエッチングのステップで、エッチングに耐える「マスキング」材料によりウェーハの一部がエッチャントから保護される。場合によっては、マスキング材料はフォトリソグラフィを用いてパターン化されたフォトレジストである。後述する選択性の問題により、一旦フォトレジストパターンをシリコンナイトライドなどのより耐久性のある材料に転写し、それをマスクとして更に下層の材料のエッチングを行う必要がある場合もある。

## 性能指数
エッチングが材料内に空洞を作ることを意図している場合、空洞の深さはエッチング時間と既知のエッチングを速度を使うことでおおよそ制御することができる。ただし多くの場合、エッチングは下にある層もしくはマスキング層にダメージを与えることなく多層構造の最も上の層を完全に取り除く必要がある。これを行うことができるエッチングのシステムは、2つの材料のエッチング速度の比に依存する（選択性）。
いくつかのエッチングはマスキング層をアンダーカットし、傾斜した側壁を持つ空洞を形成する。アンダーカットの距離は「バイアス」と呼ばれる。大きなバイアスを持つエッチャントは全ての方向へ均等に基板を腐食するため等方性と呼ばれる。現代的なプロセスでは、高集積化ならびに微細化の観点から異方性エッチングが非常に好まれる。
| 選択性 |  | 青: 残っている層 1. 選択性が不十分なエッチングは最も上の層を取り除くが、下の層の材料も除去してしまう。 2. 高度に選択的なエッチングでは、下の層は無傷のまま残される。 |
| 等方性 |  | 赤: マスキング層; 黄:取り除かれる層 1. 完全に等方性のエッチングは、丸い側壁を作る。 2. 完全に異方性のエッチングは、垂直の側壁を作る。                                |

## エッチング媒質と技術
エッチャントの2つの基本タイプは、液相（ウェット）とプラズマ相（ドライ）である。それぞれいくつかの種類がある。

エッチングの様子。

### ウェットエッチング

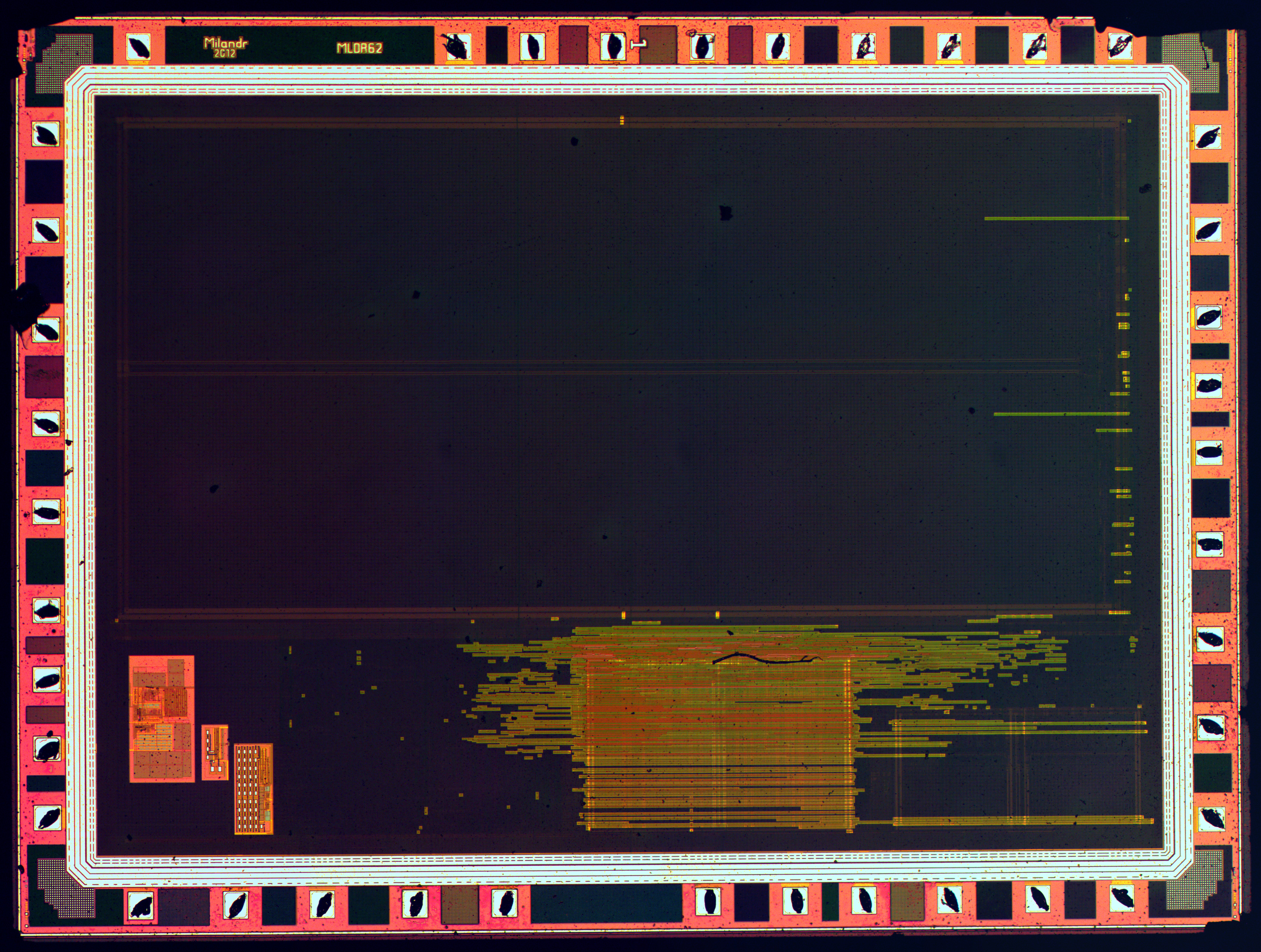
メタライゼーションエッチング前の1886VE10マイクロコントローラの放射線硬化ダイ

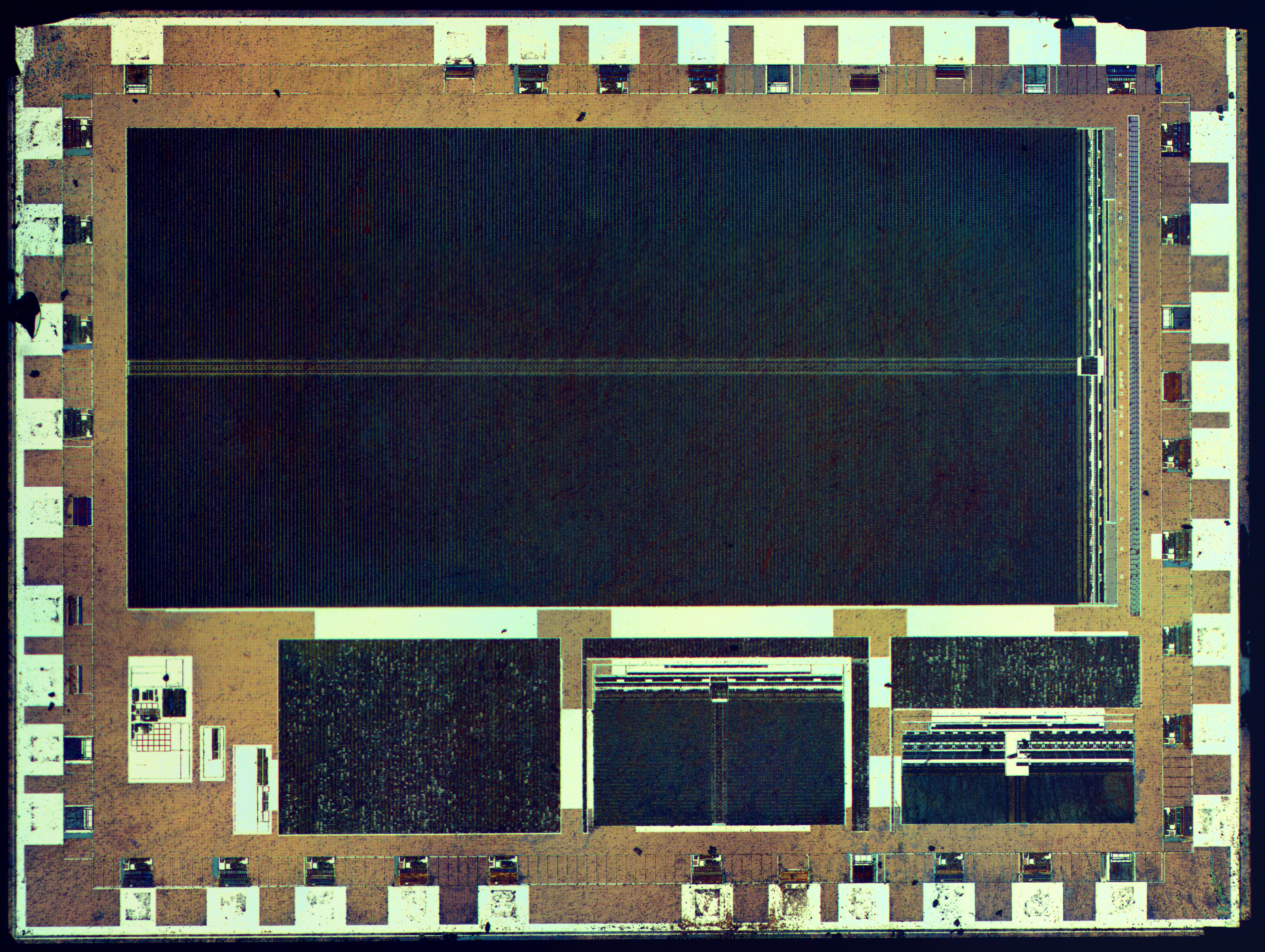
メタライゼーションエッチングプロセスを使った後の1886VE10マイクロコントローラの放射線硬化ダイ

最初のエッチングプロセスでは、液相のエッチャントを用いる。ウェハーはエッチャントの槽に浸すことができ、エッチャントは良いプロセス制御を実現するために攪拌する必要がある。例えば、緩衝フッ化水素酸(BHF)は、シリコン基板上で二酸化シリコンをエッチングするために一般的に使われる。
様々な特殊なエッチャントを使用して、エッチングされた表面を特徴づけることができる。
ウェットエッチングは普通等方性であるため、厚い膜をエッチングするときに大きなバイアスが生じる。また、大量の有毒廃棄物の処分も必要である。これらの理由により、最先端のプロセスで使われることはほとんどない。しかし、フォトレジストに使われる現像液はウェットエッチングと類似のものである。
液体へ浸す代わりに、単一ウェハーマシンはベルヌーイの定理を用いて気体（通常は純粋な窒素）を使いエッチャントを片方に適用しながら、反対側を緩衝および保護する。これは前面もしくは背面のいずれかに行うことができる。エッチングの化学物質は、マシン内にあるときに上面に塗られ、底面は効果を受けない。このエッチング方法は「バックエンド」プロセス(BEOL)の直前に特に効果的である。BEOLでは普通、ウェーハはバックグラインド後に非常に薄くなり、熱や機械的ストレスに非常に敏感となる。数マイクロメートルの薄い層をエッチングすると、バックグラインド中に生じた微小な亀裂が取り除かれ、破損することなくウェーハの強度と柔軟性が劇的に向上する。

### 異方性ウェットエッチング（方位依存性エッチング）

シリコンウェハーの異方性ウェットエッチングは、台形断面の空洞を作る。空洞の底は{100}平面（ミラー指数参照）であり、側面は{111}平面である。青色の材料はエッチングマスクであり、緑色の材料はシリコンである。

ウェットエッチャントの中には、どの結晶面が露出しているかにより結晶材料を非常に異なる速度でエッチングするものもある。単結晶材料（例えばシリコンウェハーなど）では、この効果により、図に示すような高い異方性が得られる。「結晶学的エッチング」という用語は「結晶面に沿った異方性エッチング」と同義である。
しかし、ガラスのような一部の非結晶材料には異方性の手法においてエッチングする非従来の方法がある。作成者はガラスの溝を作製するための非エッチング液のエッチングなどマルチストリームの層流を用いている。中央のエッチャントは非エッチング液に側面を攻撃され、エッチング液と接触する領域は周囲の非エッチング液により制限される。これにより、エッチングの方向は主にガラス面に垂直である。SEM画像は従来のアスペクト比の理論的限界（幅/高さ = 0.5）を突破したことを示し、2倍の改善（幅/高さ = 1）に貢献している。
シリコンに対してはいくつかの異方性ウェットエッチャントを利用できるが、その全てが熱水性腐食剤である。例えば、水酸化カリウム(KOH)は結晶の<111>方向よりも<100>方向で400倍高いエッチング速度選択性を示す。EDP（エチレンジアミンとピロカテコールの水溶液）は17倍の<100>/<111>選択性を示し、KOHのように二酸化シリコンをエッチングせず、低濃度ドープシリコンと高濃度ホウ素ドープ（p型）シリコンの間で高い選択性も示す。CMOS集積回路をすでに含んでいるウェハーでこれらのエッチャントと使うには回路を保護する必要がある。KOHは可動性のカリウムイオンを二酸化シリコンに導入してしまう可能性があり、EDPは高い腐食性および発がん性があるため、使用には注意が必要である。水酸化テトラメチルアンモニウム(TMAH)はEDPよりも安全な代替品であり、シリコンの{100}面と{111}面の間の選択性は37倍である。
マスキング材料の長方形の穴、例えば窒化シリコンの層の穴を通して(100)シリコン表面をエッチングすると、平坦な傾斜{111}方向の側壁と平坦な(100)方向の底を持つピットが形成される。{111}方向の側壁はウェハーの表面に対して
{\displaystyle \arctan {\sqrt {2}}=54.7^{\circ }}
の角度を持っている。エッチングを「完了」するまで、すなわち平坦な底がなくなるまで続けると、ピットはV字型の断面を持つ溝になる。元の長方形が完全な正方形であった場合、完全にエッチングされたピットはピラミッドの形になる。
マスキング材料の縁の下のアンダーカットδは、次式
{\displaystyle \delta ={\frac {{\sqrt {6}}D}{S}}={\frac {{\sqrt {6}}R_{100}T}{R_{100}/R_{111}}}={\sqrt {6}}TR_{111}}
で与えられる。ここでRxxxは<xxx>方向のエッチング速度、Tはエッチング時間、Dはエッチング深さ、Sは材料とエッチャントの異方性である。
異なるエッチャントは異なる異方性を持つ。下記はシリコンの一般的な異方性エッチャントの表である。
| エッチャント                            | 操作温度(°C) | R100 (μm/min) | S=R100/R111 | マスキング材料                        |
| --------------------------------------- | ------------ | ------------- | ----------- | ------------------------------------- |
| エチレンジアミンピロカテコール (EDP)    | 110          | 0.47          | 17          | SiO2, Si3N4, Au, Cr, Ag, Cu           |
| 水酸化カリウム/2-プロパノール (KOH/IPA) | 50           | 1.0           | 400         | Si3N4, SiO2（2.8 nm/minでエッチング） |
| 水酸化テトラメチルアンモニウム (TMAH)   | 80           | 0.6           | 37          | Si3N4, SiO2                           |

### プラズマエッチング

半導体微細加工のフォトリソグラフィプロセス中にポジ型フォトレジストを使用するドライエッチングの簡略図。注:縮尺は正確ではない

現代のVLSIプロセスではウェットエッチングを避け、代わりにプラズマエッチングを使用する。プラズマエッチャーは、プラズマのパラメータを調整することによりいくつかのモードで動作することができる。通常のプラズマエッチングは0.1～5Torr（この圧力の単位は真空工学で一般的に使われ、1Torrは約133.3Paである）で動作する。プラズマは、エネルギーの高い中性に帯電したフリーラジカルを生成し、ウェハー表面で反応する。中性粒子はあらゆる角度からウェハーを攻撃するため、このプロセスは等方性である。
プラズマエッチングは等方性（すなわち、パターン化された表面で下向きエッチング速度とほぼ同じ側面のアンダーカット速度を示す）にも、異方性（すなわち、下向きエッチング速度よりも小さい側面アンダーカット速度を示す）にもなりうる。このような異方性は、深掘りRIEで最大化される。プラズマエッチングに対して使われる異方性という用語は、方位依存性エッチングを指すときに使われる同じ用語と混同すべきではない。
プラズマのソースガスには通常、塩素やフッ素が豊富な小分子が含まれている。例えば、四塩化炭素 (CCl4) はシリコンとアルミニウムをエッチングし、トリフルオロメタンは二酸化ケイ素と窒化ケイ素をエッチングする。酸素を含むプラズマは、フォトレジストを酸化し（プラズマ灰化）その除去を促進する。
イオンミリングまたはスパッタエッチングでは低圧力、多くは10−4 Torr(10 mPa)が使われる。希ガス（多くはAr+）のエネルギーの高いイオンをウェハーに衝突させることで、運動量を移動させ基板から原子をたたき出す。エッチングはほぼ一方向からウェハーに近づくイオンにより行われるため、このプロセスは高い異方性がある。その一方、選択性は低い傾向がある。反応性イオンエッチング(RIE)は、スパッタエッチングとプラズマエッチングの間の条件（10−3～10−1 Torr）で動作する。深掘りRIE(DRIE)は、RIE技術を改良し深く狭い形を作る。

## 微細加工で使われる一般的なエッチングプロセス
| エッチングする材料                    | ウェットエッチャント | プラズマエッチャント             |
| ------------------------------------- | --- | -------------------------------- |
| アルミニウム(Al)                      | 80%リン酸(H3PO4) + 5%酢酸 + 5%硝酸 (HNO3) + 10%水(H2O)（35–45 °C）                                                                      | Cl2, CCl4, SiCl4, BCl3           |
| 酸化インジウムスズ [ITO] (In2O3:SnO2) | 塩酸 (HCl) + 硝酸 (HNO3) + 水 (H2O) (1:0.1:1) （40 °C）                                                                                 |                                  |
| クロム (Cr)                           | - "クロムエッチ": ヘキサニトラトセリウム(IV)酸アンモニウム ((NH4)2Ce(NO3)6) + 硝酸 (HNO3) - 塩酸 (HCl)                                  |                                  |
| ガリウムヒ素 (GaAs)                   | - 希釈クエン酸 (C6H8O7 : H2O, 1 : 1 ) + 過酸化水素 (H2O2)+ 水 (H2O)                                                                     | - Cl2, CCl4, SiCl4, BCl3, CCl2F2 |
| 金 (Au)                               | - 王水 - ヨウ素溶液 |                                  |
| モリブデン (Mo)                       | | CF4                              |
| 有機残渣、フォトレジスト              | ピラニア溶液: 硫酸 (H2SO4) + 過酸化水素 (H2O2)                                                                                          | O2 (灰化)                        |
| プラチナ (Pt)                         | 王水 |                                  |
| シリコン (Si)                         | - 硝酸 (HNO3) + フッ化水素酸 (HF) - 水酸化カリウム (KOH) - エチレンジアミンピロカテコール (EDP) - 水酸化テトラメチルアンモニウム (TMAH) | - CF4, SF6, NF3 - Cl2, CCl2F2    |
| 二酸化ケイ素 (SiO2)                   | - フッ化水素酸 (HF) - 緩衝酸化物エッチング [BOE]: フッ化アンモニウム (NH4F) とフッ化水素酸 (HF)                                         | CF4, SF6, NF3                    |
| 窒化ケイ素 (Si3N4)                    | - 85%リン酸(H3PO4)（180 °C）（SiO2エッチマスクが必要）                                                                                  | CF4, SF6, NF3, CHF3              |
| タンタル (Ta)                         | | CF4                              |
| チタン (Ti)                           | フッ化水素酸(HF) | BCl3                             |
| 窒化チタン (TiN)                      | - 硝酸(HNO3) + フッ化水素酸(HF) - SC1 - バッファードフッ酸(bHF)                                                                         |                                  |
| タングステン (W)                      | - 硝酸(HNO3) + フッ化水素酸(HF) - 過酸化水素(H2O2)                                                                                      | - CF4 - SF6                      |

5軸レーザーエッチング
レーザー加工とはレーザー光の直進性・高エネルギー密度・集束性を利用し、各種材料を融解・気化して切断、穴あけ、溶接などを行う加工方法であり、微細加工のデジタル化への移行が日々進んでいく中で、手作業の伝統的な加工方法における限界を打破する技術のひとつです。
環境問題等の観点から、デザイン面での制約がより少なく効率性の高い加工技術のひとつとして日本エッチングではこの先進技術を以前から取り入れております。
デジタル3Dモデルデータの取り込み、グレースケールデータの面貼り込み、様々な形状に追従した形でのテクスチャの貼り込み、正確に定義されたデザインを反映、最終製品化と今までのデザイン定義を根底から覆す新技術です。
従来のケミカルエッチングとの融合（ハイブリッド工法）や、異形材へのシボ加工（人工大理石、セラミックなど）、ケミカルに反応しないような合金金属、超硬などへの加工も可能となっております。
可変パルスレーザー加工により熱変化の小さな加工から高出力加工までありとあらゆるものに対応しています。